# 줄레비노역
줄레비노역(러시아어: Жулебино)은 모스크바 지하철 타간스코 크라스노프레스넨스카야 선의 역이다. 쿠즈네초프 로드 모스크바 순환 고속도로 뒤에 있는 밀의 교차로 직하부에 위치한 비히노 마을 지역의 모스크바 남동쪽에 위치한다.

## 지리
현재 이 역이 위치한 지역은 1984년까지 모스크바주(州)의 류베르치 시의 일부였다. 1984년에 모스크바로 이전되었고, 그 후 빠른 도시 개발이 시작되었다. 전체 지역은 모스크바 철도의 카잔스키와 라이잔스키 교외 방향의 다른 지역과 함께 비히노 역, 그 후 타간스코 크라스노프레스넨스카야 선의 종착역으로 되면서 양방향의 환승역에 크게 의존하고 있었다. 2000년대에 비히노는 과적했다. 결국, 타간스코 크라스노프레스넨스카야 선을 비키노 이남으로 연장하는 결정이 내려졌다. 레르몬톱스키 프로스펙트 역과 줄레비노 역과 함께 첫 번째 연장 건설이 2011년 8월에 시작되었다. 터널은 2013년 9월에 완공되었다.

## 역사
줄레비노 역은 2013년 11월 9일에 개장하였다.

## 구조
1면 2선의 섬식 플랫폼 구조이고, 지하 역사이다.